# Lyctus simplex
Lyctus simplex es una especie de escarabajo de la pólvora del género Lyctus, categorizada en la tribu Lyctini, de la familia Bostrichidae. Fue descrita por Reitter en 1879.

## Distribución
Se distribuye por Europa: Alemania y América del Sur: Argentina, Bolivia, Colombia, Ecuador y Perú.